# Daniele Mannini
Daniele Mannini (Pisa, Italia, 25 de octubre de 1983) es un exfutbolista italiano. Jugaba como centrocampista y su último club fue el U. S. Pontedera.

## Trayectoria
Hijo del ex arquero Alessandro Mannini, debutó profesionalmente en el Viareggio, con el que jugó dos temporadas en 4.ª y 5.ª división italiana. En 2003 pasó al club de su ciudad natal, el Pisa, y gracias a su buen rendimiento en el club toscano fue comprado por el Brescia, realizando así su debut en Serie A el 12 de septiembre de 2004, contra la Juventus. A pesar del descenso a la Serie B, la temporada siguiente Mannini se quedó en el Brescia. En enero de 2008 fue comprado por el Napoli por unos 7 millones de euros, disputando su primer encuentro en el Estadio San Paolo el 2 de febrero (Napoli-Udinese 3-1). Después de 15 días, marcó su primer gol con los partenopeos contra el Empoli.
El 9 de julio de 2009 la Sampdoria adquirió en copropiedad el pase del futbolista por 3,5 millones de euros. Con el club genovés disputó dos temporadas, jugando 66 partidos y marcando 7 goles. El 25 de junio de 2011, después del descenso de la Sampdoria a la Serie B, el Napoli adquirió el 100% de su pase. El 6 de agosto fue adquirido en copropiedad por el Siena, recién ascendido a la Serie A.
En enero de 2014 fue cedido hasta junio al Pisa de la Lega Pro. Tras la quiebra del Siena, fichó libre por el Lecce.

## Selección nacional
Mannini jugó 1 partido con la selección de fútbol sub-20 de Italia en 2003 y totalizó 3 presencias en la sub-21 de Italia entre 2004 y 2005.

## Clubes
| Club                  | País   | Año        |
| --------------------- | ------ | ---------- |
| Viareggio Calcio      | Italia | 2001-2003  |
| Pisa Calcio           | Italia | 2003-2004  |
| Brescia Calcio        | Italia | 2004-2008  |
| SSC Napoli            | Italia | 2008-2009  |
| UC Sampdoria (cedido) | Italia | 2008-2011  |
| AC Siena              | Italia | 2011-2014  |
| AC Pisa (cedido)      | Italia | 2014       |
| US Lecce              | Italia | 2014- 2015 |
| AC Pisa               | Italia | 2015-2018  |
| Pontedera             | Italia | 2018-2020  |